# Gheorghe Popovici (actor)
Gheorghe Popovici, menționat uneori George Popovici sau Gică Popovici, (n. 4 septembrie 1897, Iași, România – d. februarie 1975, Iași, România) a fost un actor român de teatru, care a fost distins cu titlul de artist emerit.

## Distincții
- Medalia „A cincea aniversare a Republicii Populare Române” (24 decembrie 1952) „pentru lupta și munca duse în vederea făuririi, consolidării și prosperării Republicii Populare Române”[1]
- titlul de Artist Emerit al Republicii Populare Române (28 ianuarie 1954) „cu ocazia împlinirii a cinci ani de activitate a Teatrului de Stat din Timișoara, Teatrului Maghiar de Stat din Cluj, Teatrului de Stat din Sibiu, Teatrului Secuesc de Stat din Tg. Mureș, Teatrului de Stat din Orașul Stalin, Teatrului Evreesc de Stat din București și pentru merite deosebite în activitatea artistică”[2]
- Ordinul Muncii clasa a III-a (3 martie 1955) „pentru merite deosebite în activitatea teatrală”[3]
- Ordinul Muncii clasa I (7 iunie 1957) „cu prilejul aniversării a 140 de ani de la reprezentarea primului spectacol în limba romînă pe scena Teatrului Național „Vasile Alecsandri” din Iași, pentru merite deosebite în activitatea artistică”[4]
- Ordinul Meritul Cultural clasa a II-a (6 noiembrie 1967) „cu prilejul împlinirii a 150 ani de la primul spectacol de teatru în limba română la Iași, [...] pentru merite deosebite în domeniul artei dramatice”[5]